# Vary
Vary, česky také Vári, ukrajinsky Вари, maďarsky Vári nebo Mezővári, je vesnice v Zakarpatské oblasti Ukrajiny, v okrese Berehovo, v městské komunitě Berehovo. Název pochází z maďarského slova vár, což znamená hrad, hradiště.

## Historie
Archeologické nálezy dvou pokladů doby bronzové a mladší doby železné svědčí o osídlení území na konci 2. a začátku 1. tisíciletí před naším letopočtem.
Na soutoku řeky Tisy a Boržavy stál pravděpodobně už od 11. století do 13. století hrad. Během válek byl rozbořen, v historických pramenech je zmiňován ještě v roce 1320.
První písemná zmínka o osadě Vary pochází z roku 1324, kdy území osídlili Maďaři. Ve 14. století se staly královským městem, jehož majitelkou byla královna Alžběta Bosenská. Královským dekretem byly Varům uděleny výsady vlastnit pozemky a lesy, výsada samosprávy a soudu, vybírání kněze i vlastnit mlýn.
V první polovině 15. století patřila obec pod panství hradu Mukačevo. V tomto období byl postaven opevněný kamenný kostel. Od druhé poloviny 15. století do 17. století se majitelé často měnili. V 16. století obyvatelé Varů přešli k protestantismu. V roce 1657 byla obec spolu se sousední obcí Bene vypleněna polskými vojsky. Kostel byl natolik zničen, že už nebyl obnoven. V roce 1660 Vary zničili Turci.
Ve druhé polovině 17. století se rozvíjela řemesla, hlavně zpracování kůže a obuvnictví.
V roce 1711 bylo potlačeno protihabsburské povstání vedené Františkem II. Rákócsim, Vary se dostaly pod správu státu a v roce 1726 byly v majetku rakouského hraběte Schönborna.
V roce 1862 žilo v obci 2162 obyvatel, z 60 řemeslníků a obchodníků bylo např. šest kovářů, šest obuvníků, tři truhláři a čtyři krejčí. V osmdesátých letech 19. století se počet obyvatel snížil v důsledku epidemií a emigrací do Ameriky. V roce 1881 měla obec 1948 obyvatel. V roce 1900 zde žilo v 523 domech 2475 lidí. Nástupem průmyslové výroby zanikala řemesla a hlavní obživou se stalo zemědělství.
Do uzavření Trianonské smlouvy byla obec součástí Uherska, poté byla součástí první československé republiky. V letech 1938 až 1944 byla obec (v důsledku první vídeňské arbitráže) součástí Maďarského království. Od roku 1945 byla obec součástí Ukrajinské sovětské socialistické republiky, která byla součástí SSSR. Od roku 1991 je obec součástí nezávislé Ukrajiny.
V roce 1998 a 2001 byla obec značně poškozena povodní. Vesnice byla obnovena a byly postaveny ochranné hráze na řece Boržavě.

## Památky

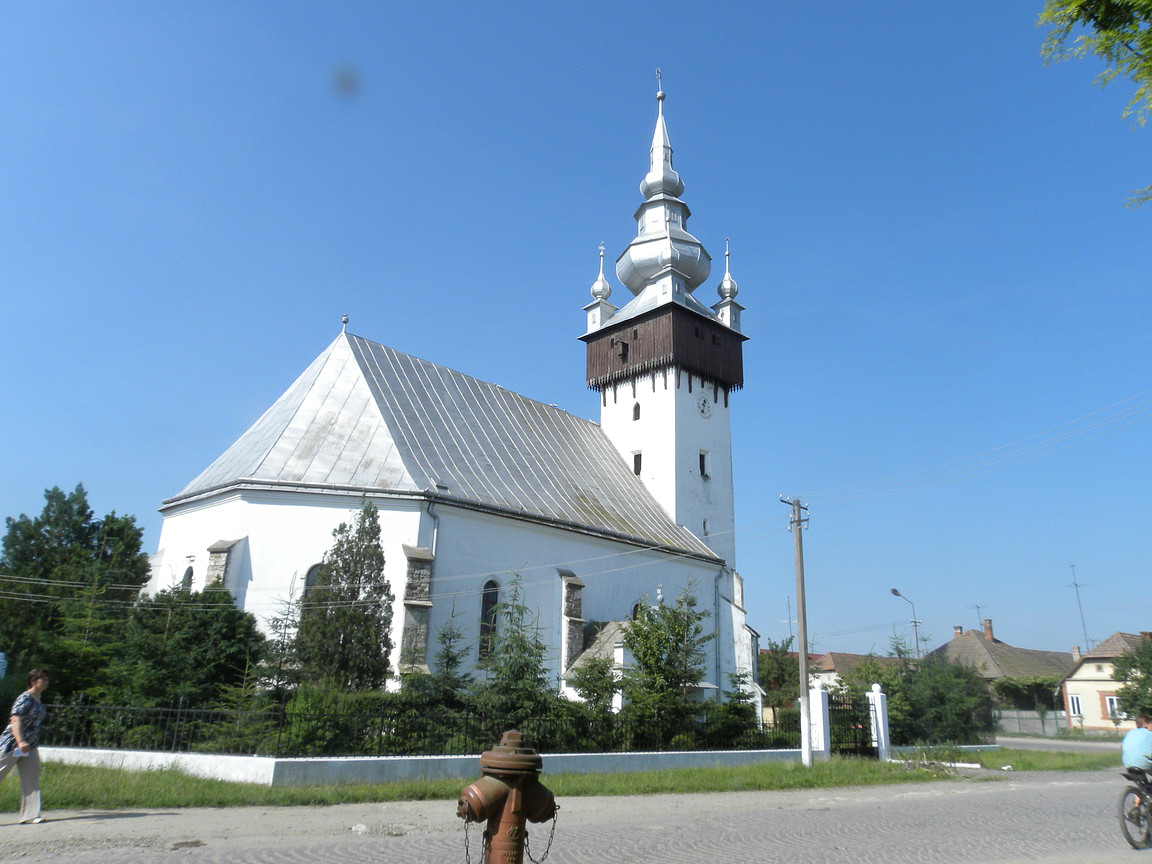
Kostel

- Kostel v druhé polovině 17. století byl postaven na základech kostela, který byl postaven v 15. století jako opevněný kostel a zničen po nájezdech  polského vojska a Turků. V roce 1593 byl převzat protestantskou církvi. V té době byla postavena i škola. Kostel byl nově postaven na starých základech, které jsou pod novým kostelem. Byla rozšířená loď a přistavěna tříboká apsida. V roce 1795 byla přistavěna zvonice a instalovány věžní hodiny. V roce 1989 byla na zdi kostela upevněna pamětní deska na počest Tomasze Essena, účastníka protihabsburského povstání v letech 1703–1711. Kostel byl částečně v roce 2000 opraven a obnoven.[5]
- Hradiště, archeologická památka z 9. až 13. stol.[6]